# Silkwood, Queensland
Silkwood är en ort i Australien. Den ligger i kommunen Cassowary Coast och delstaten Queensland, omkring 1 300 kilometer nordväst om delstatshuvudstaden Brisbane.
Runt Silkwood är det glesbefolkat, med 14 invånare per kvadratkilometer.. Närmaste större samhälle är South Johnstone, omkring 17 kilometer norr om Silkwood. 
Omgivningarna runt Silkwood är en mosaik av jordbruksmark och naturlig växtlighet. Genomsnittlig årsnederbörd är 2 747 millimeter. Den regnigaste månaden är mars, med i genomsnitt 608 mm nederbörd, och den torraste är oktober, med 45 mm nederbörd.